# محمد أباد (تشهار دولي)
محمد أباد (بالفارسية: محمد آباد) هي قرية تقع في إيران في Chaharduli Rural District. يقدر عدد سكانها بـ 398 نسمة .